# Austrocylindropuntia floccosa
Austrocylindropuntia floccosa är en kaktusväxtart som först beskrevs av Salm-dyck, och fick sitt nu gällande namn av Friedrich Ritter. Austrocylindropuntia floccosa ingår i släktet Austrocylindropuntia och familjen kaktusväxter. Inga underarter finns listade i Catalogue of Life.

## Bildgalleri

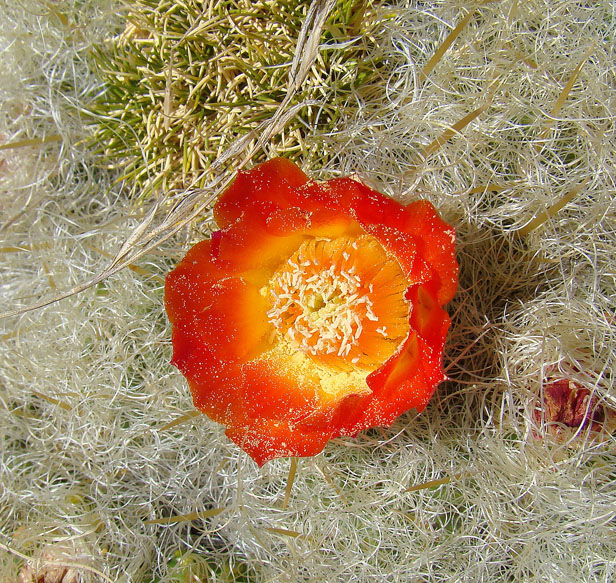
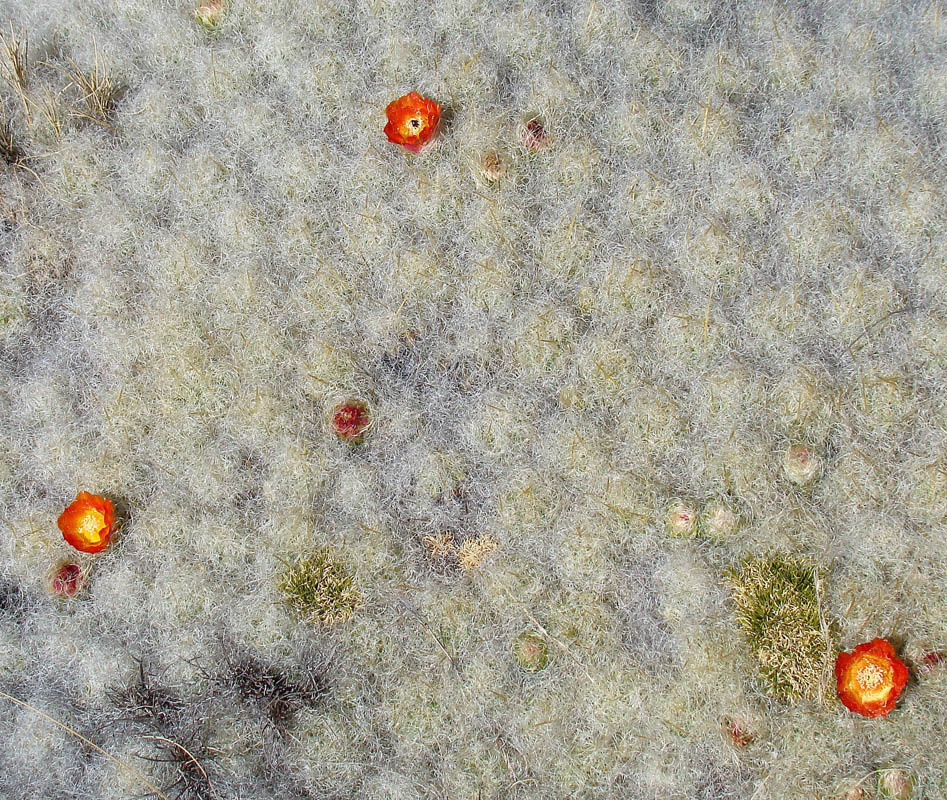
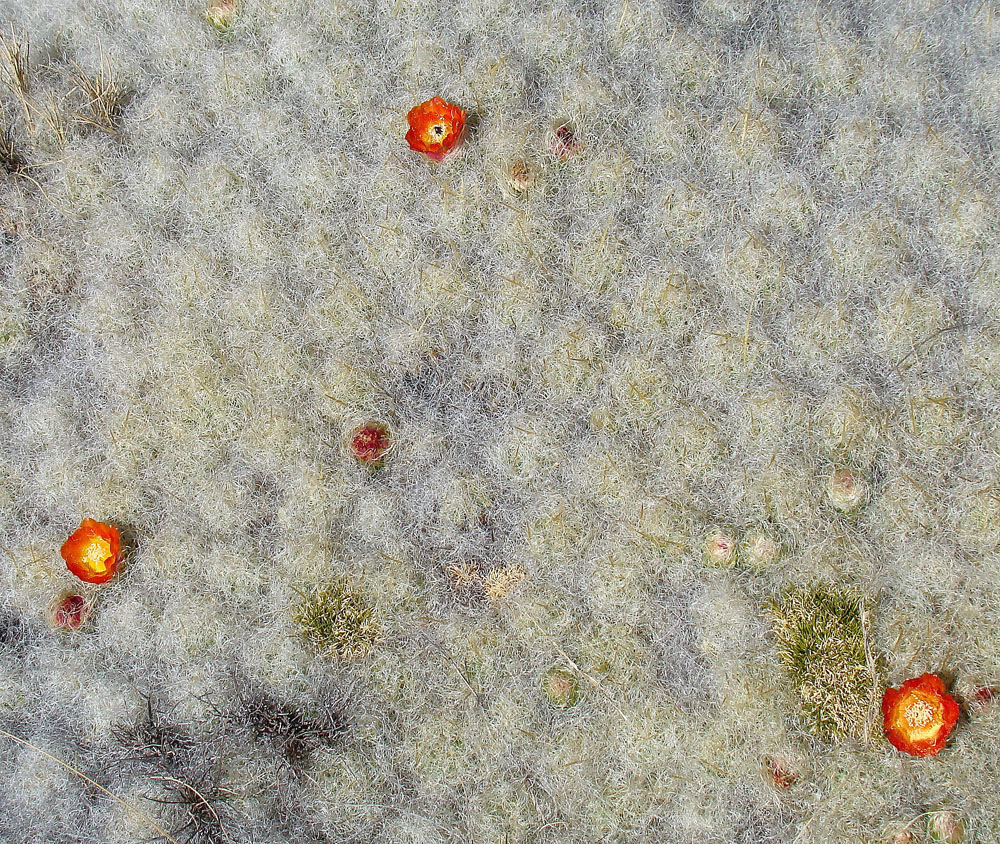